# أروكا
اروكا هي بلدية في كولومبيا، وعاصمة محافظة أراوكا.

## المناخ
يظهر الجدول التالي التغييرات المناخية على مدار السنة لأروكا:
| البيانات المناخية لـأروكا                                           | البيانات المناخية لـأروكا | البيانات المناخية لـأروكا | البيانات المناخية لـأروكا | البيانات المناخية لـأروكا | البيانات المناخية لـأروكا | البيانات المناخية لـأروكا | البيانات المناخية لـأروكا | البيانات المناخية لـأروكا | البيانات المناخية لـأروكا | البيانات المناخية لـأروكا | البيانات المناخية لـأروكا | البيانات المناخية لـأروكا | البيانات المناخية لـأروكا |
| الشهر                                                               | يناير                     | فبراير                    | مارس                      | أبريل                     | مايو                      | يونيو                     | يوليو                     | أغسطس                     | سبتمبر                    | أكتوبر                    | نوفمبر                    | ديسمبر                    | المعدل السنوي             |
| ------------------------------------------------------------------- | ------------------------- | ------------------------- | ------------------------- | ------------------------- | ------------------------- | ------------------------- | ------------------------- | ------------------------- | ------------------------- | ------------------------- | ------------------------- | ------------------------- | ------------------------- |
| الدرجة القصوى °م (°ف)                                               | 36.8 (98.2)               | 38.4 (101.1)              | 39.2 (102.6)              | 39.3 (102.7)              | 38.4 (101.1)              | 36.6 (97.9)               | 34.6 (94.3)               | 35.4 (95.7)               | 36.4 (97.5)               | 36.3 (97.3)               | 36.4 (97.5)               | 35.8 (96.4)               | 39.3 (102.7)              |
| متوسط درجة الحرارة الكبرى °م (°ف)                                   | 32.7 (90.9)               | 34.2 (93.6)               | 34.4 (93.9)               | 33.3 (91.9)               | 30.5 (86.9)               | 29.9 (85.8)               | 29.4 (84.9)               | 30.3 (86.5)               | 31.2 (88.2)               | 31.6 (88.9)               | 31.4 (88.5)               | 31.4 (88.5)               | 31.7 (89.0)               |
| المتوسط اليومي °م (°ف)                                              | 27.2 (81.0)               | 28.3 (82.9)               | 28.6 (83.5)               | 27.6 (81.7)               | 26.4 (79.5)               | 25.8 (78.4)               | 25.5 (77.9)               | 25.9 (78.6)               | 26.3 (79.3)               | 26.6 (79.9)               | 26.8 (80.2)               | 26.7 (80.1)               | 26.8 (80.3)               |
| متوسط درجة الحرارة الصغرى °م (°ف)                                   | 20.1 (68.2)               | 20.5 (68.9)               | 21.4 (70.5)               | 22.3 (72.1)               | 22.3 (72.1)               | 22.1 (71.8)               | 22.1 (71.8)               | 22.1 (71.8)               | 22.2 (72.0)               | 22.2 (72.0)               | 22.2 (72.0)               | 21.3 (70.3)               | 21.7 (71.1)               |
| أدنى درجة حرارة °م (°ف)                                             | 15.4 (59.7)               | 15.2 (59.4)               | 16.3 (61.3)               | 17.3 (63.1)               | 18.0 (64.4)               | 17.5 (63.5)               | 18.0 (64.4)               | 17.6 (63.7)               | 18.0 (64.4)               | 18.0 (64.4)               | 18.0 (64.4)               | 18.0 (64.4)               | 15.2 (59.4)               |
| الهطول مم (إنش)                                                     | 13.0 (0.51)               | 12.0 (0.47)               | 39.7 (1.56)               | 130.9 (5.15)              | 224.1 (8.82)              | 313.7 (12.35)             | 304.7 (12.00)             | 234.2 (9.22)              | 204.3 (8.04)              | 186.7 (7.35)              | 110.1 (4.33)              | 24.6 (0.97)               | 1٬798 (70.77)             |
| متوسط أيام هطول الأمطار                                             | 1                         | 2                         | 4                         | 11                        | 16                        | 21                        | 20                        | 19                        | 14                        | 13                        | 9                         | 4                         | 134                       |
| ساعات سطوع الشمس الشهرية                                            | 270.2                     | 223.8                     | 208.6                     | 155.1                     | 152.8                     | 133.4                     | 140.5                     | 153.7                     | 178.7                     | 194.0                     | 205.5                     | 243.2                     | 2٬259٫5                   |
| المصدر: Instituto de Hidrologia Meteorologia y Estudios Ambientales |                           |                           |                           |                           |                           |                           |                           |                           |                           |                           |                           |                           |                           |

## أعلام
- لورينزو كالونغا
- فلاديمير هرنانديز